# Litra ES
DSB litra Es var en serie af damplokomotiver. Disse lokomotiver blev oprindeligt bygget af forskellige fabrikanter og ombygget til litra Es i året 1893.
De 16 lokomotiver i serien, betegnet ES 220 til ES 237, blev oprindeligt bygget af Esslingen og B&W i årene 1863 til 1871. Efter lokomotivernes overtagelse af staten i 1880 blev de overført til DSB i 1885.
Lokomotiverne vejer omkring 30,7 tons og kunne køre med en hastighed på op til 100 km/t. De var i stand til at trække forskellige togtyper med varierende belastninger. Længden på lokomotiverne var 13,144 meter.

## Udvalgte tekniske specifikationer
- Vægt: 30,7 tons[1]
- Maksimal hastighed: 100 km/t[1]
- Maksimal trækkraft: Eksprestog på 140 tons, persontog på 230 tons eller godstog på 420 tons[1]
- Længde inkl. tender: 13,144 meter[1]

## Historie
Efter deres ombygning til litra Es blev disse lokomotiver tildelt forskellige opgaver og distrikter af DSB. De var en del af den tidlige danske jernbanetransport og spillede en vigtig rolle i landets jernbaneinfrastruktur i slutningen af det 19. og begyndelsen af det 20. århundrede.
DSB litra Es repræsenterede en vigtig fase i udviklingen af den danske jernbanetransport og bidrog til at forme landskabet for jernbanedrift i Danmark i løbet af deres aktive tjeneste år.